# 林路一

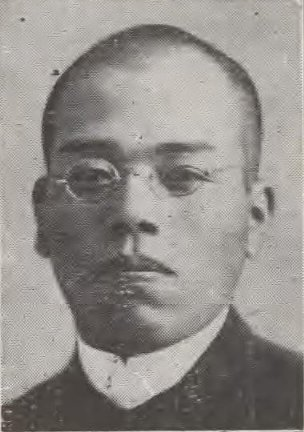
林路一

林 路一（はやし ろいち、1890年8月1日 – 1938年6月27日）は、日本の政治家。正五位勲四等、衆議院議員。

## 概要
1890年（明治23年）8月1日、山口県にて、明治政府の地価調査事業に際し賀見畑村地主総代人として官命を果たした先代・福蔵の長男として生まれる。
2歳の時に福蔵の破産と、福蔵の弟である清輔一家の屯田兵家族としての移住に伴い父母に伴われて北海道上川郡当麻村（現 当麻町）に移住。1907年（明治40年）、17歳の時に日給45銭の同村役場臨時雇となり、後昇任して、1919年（大正8年）に28歳にして同村の村長となった。その後8年にわたり村長を務め、役場職員の時代を含めると20年にわたり村政に携わったこととなる。
1924年（大正13年）に北海道会議員に当選。また1928年（昭和3年）には衆議院議員に当選した。爾来代議士として回を重ねること4回、現職のまま47年を一期として逝った。この間の政治家としての生涯は前後15年、代議士としての政治生命は10年である。一度は参与官に任官した。

## 略歴
- 1890年（明治23年）8月1日 – 山口県玖阿郡賀見畑村字阿賀（現岩国市）に先代福蔵の長男として生まれる。
- 1893年（明治26年）5月10日 – 2歳の時に父母に伴われて北海道上川郡当麻村に移住する。1893年（明治26年）、福蔵の弟清輔が屯田兵を志願して許され、その家族として父福蔵を筆頭に弟の清輔、養女ヤエ、長女ヒサ、長男路一の5人家族が当麻村に一家の復興の目的で移住してきた。
- 1905年（明治38年） – 1月、14歳の時に旭川鉄道部に奉職する。運輸事務所の給仕で日給18銭。7月に鉄道電信修技生となる。当時の鉄道部長に認められて、電信の技術係の方でなく、統計係の方に廻された。
- 1907年（明治40年） – 17歳の時に日給45銭で当麻村役場の臨時雇となる。
- 1919年（大正8年） – 村の総意による第一回選挙で当選、28歳にして村長となる。政友会へ入党する。
- 1924年（大正13年） – 34歳の時に道会議員に当選する（村長兼任）。この年、父福蔵が69歳で他界する。
- 1928年（昭和3年） – 第18回総選挙で衆議院議員に当選する。この年、妻初代が3人の遺児を残し、34歳の若さで他界する。
- 1930年（昭和5年） – 2回目の第19回総選挙で落選。道会の補欠選挙に出て当選。このころ、政友支部の幹事長を務めた。この時代は、彼の政治生活中最も油の乗り切った時代で、政友支部の幹事長をつとめ、道会では他議員を制御して、縦横無尽の活躍をした。
- 1931年（昭和6年） – 北海道でネスレ事件が発生。侵略企みの阻止に成功する。
- 1932年（昭和7年） – 第20回総選挙で再び衆議院議員に当選する。
- 1935年（昭和10年） – 政友会を脱党、その日に昭和会に入会する。
- 1936年（昭和11年） – 廣田内閣成立とともに、昭和会から推されて拓務参与官となる。
- 1937年（昭和12年） – 7月に北支で盧溝橋事件（支那事変）が起こる。9月に衆議院皇軍慰問団の一行に選ばれ従軍する。
- 1938年（昭和13年） – 2月に大日本運動が結成され、結成式で経過を報告する。6月27日、脳溢血で倒れ聖路加病院で臨終（享年47）。6月29日、東京麹町紀尾井町大日本運動本部にて本部葬告別式（会葬者300余名）、続いて一般告別式（参拝1千余名）。7月3日、当麻村にて村葬（来会者3千名）。7月18日、富良野町にて追悼慰霊祭。7月24日、伝記刊行会発足。8月13日、旭川市にて追悼慰霊祭。

## 小学校時代・独学時代
7歳の時、村の小学校に通う事となった。ところが、腕白で学校を嫌ってどうしても行かず、1年休学。いつも両親から持て余し者として、叱られてばかりいた。父はよく縛り上げて座敷牢などに入れて折檻し、母はその行く末を案じた。2年目の8歳の時にやっとのことで入学できたものの、1年生の時に数え方を嫌ったので勘定が出来なかった。母はよく家庭教師となって箸を持って両手で数え方を習わした。
14歳の時日清戦争が始まり、叔父の清輔が出征。そのため路一は、学校へ行きながら叔父のやっていた軍隊への馬糧請負を少年の身で後を一手に引き受けることになる。人夫を50名も使い、荷役もやれば、貫目もはかり、荷渡しをやった。
人夫の支度金に窮し、ある朝、食う米さえない状態になった再に路一は一策を案じ、人夫に向かって「皆寝ていよ、その内に親爺が来るから…」と皆を寝かせておいて、自分だけ起きて、近所の店から5升の米を借りてきて賄った。
小学校を卒業する頃、叔父の清輔が事業に手を出し、林家は借財に苦しんでいた。それで学校を小学校だけで止めることとなり、その時独学で身を立てる健げな決心を抱き「中央公論」や「太陽」を買い求めて勉強した。非常な読書家でいわゆる師なき自由学問をやった。

## ネスレ事件
ここで言う「ネスレ事件」とは、1931年（昭和6年）、ネスレの北海道進出への反対者たちが、暴力的行為によってそれを阻んだ事件である。
この時期、北海道の酪農は窮迫しており、乳価は下落する一方で、道庁の犠牲的助成により何とか維持されていた。そこに、当時世界市場に資本主義的に君臨していたネスレが、北海道市場の席捲を目論んだ。進出が実現すれば、乳価の上げ下げを自由にされ、共栄の保証が得られないのみならず、日本の国内産業が食い尽くされる恐れが多分にあった。しかし、酪連にはネスレ会社との提携を防ぐ術がなかった。
有吉忠一貴族院議員がネスレ本道進出に対する橋渡し東導役として外国人技師2名を引具し札幌を訪れ、道庁当局と懇談し、更に新聞記者団とも会談した。記者団はネスレ進出に反対していたので、有吉会見は一種の討論会と化した。
理論でその功を奏する方法を発見できなかった反対派は、暴力的行為により外資侵入を防ぐという結論に到達。時の政友幹事長だった林に相談した。林はこれに賛成。かつ実行に尽力する。
有吉と外国人技師が札幌駅頭に立つや、有吉は反対派の男に売国奴として殴られた。傍らにいた2名の外国人は、ただこれを見ていただけで腰を抜かして驚き、うろたえた。そして、ネスレ問題もこの駅頭の一幕で閉息していった。
当時の外資合弁の一全盛期とも言える時代の日本産業界にあって、北海道だけは一定の自主性を保つ事ができた。
ある道政通の批評家は、「林路一のネスレ事件関與の功はこれを一言に帰さば、その暴力行為の是認が産業の基礎を作ったことになる。この暴力が合法的でないとする人あらば、それは大きい犠牲とし容認さるるであろう」「本道の政治家にして、何人かよくこれを為し得るものあらんや。他人の進言に非是の批判を加え得るものは市井多きと雖も、これを実行に移さんか、その多くは勇気に欠くも、彼は然らざりき。是れすなわち彼が能く他人のせざるところを敢て為せる所以である。彼の才覚の人に秀でたる、またその早世や惜しむべく、長恨の至りなり」と評している。

## 大日本運動

### 今泉翁に傾倒
十余年にわたる政治生活中、その華やかなる時代を政務官時代とすると、最も有意義だった時代をその後の彼自身の政治的修養期としての1937年（昭和12年）の夏に於ける清明会時代と翌1938年（昭和13年）の晩年に及んだ大日本運動時代にこれを求めることが出来る。彼のこの時代の政治的再認識は、彼の真骨頂と円熟と透徹さを見せて、凡有る意味に於いて異常なる躍動を見せた。然しその晩年に至っては彼の健康問題がその死生を決定せしめたことは、未完成の政治家としての彼を永久に封ぜしめたのである。
彼は生きながらにして正しく、強く政治の理想に進んで行ったが、しかし斯く生きつつも、時々襲い来る病魔にはどうすることも出来なかった。彼は一つの人生観といったものに徹していたようである。いわゆる死生の問題に深い自覚を持っていたようであって、これは家族とかごく近い縁者にそのことを漏らされている。「自分の健康は永くこのままの政治生活を許さないであらう。とすれば自分の處を得る世界は他に求めねばならぬ」と語っている。そしてそれは今泉翁に師事する動機となり、やがて彼の理想的生活への方向として神官の職について、神の道とその奉仕へ精進して見るといふ天命を知った。しかし、これは時間的に実現には至らなかった。

### 清明曾を組織
この時代は彼の政治的再出発の時代といえる。第1次近衛内閣がその年1937年（昭和12年）の6月に成立し、7月には戦時最初の特別議会が大陸の風雲急を告ぐる裡に召集された。その当時彼は同志の猪野毛利榮、簡牛凡夫、山道襄一等と謀って衆議院各派の有志を糾合し、政治家の再教育を施すこととなり、先ず国学の権威である今泉定助（後に大日本運動本部常任顧問となる）を煩わし、毎朝7時に東京市麹町富士見町の神宮奉斎曾本院に集合し、今泉から「國體原理」の講習を受けた。
今泉翁のこの「國體原理」は第6回に及んだ。聴講者は代議士を中心として68名にのぼった。その後彼の主唱で「清明曾」が組織され、世話人として前記猪野毛、簡牛、山道と彼を加えて4人がなった。この清明曾は最初、今泉翁の講明する「國體原理」を印刷してその冊子を頒布する会に止まっていたが、これは後に大日本運動の母体となった。

### 大日本運動を起す
大日本運動は1938年（昭和13年）2月21日の紀元節をトして結成せられた。彼の死の4ヵ月前のことである。この運動は、国体観念を明徴にし皇道翼賛の実を挙げ、道義日本を確立して世界平和の実現を期するというにあった。
- 宣誓式

明治神宮にて宣誓奉告の儀が始まり、献撰に次いで神職の祝詞奏上、貴族院議員子爵岡部長景の玉串拝礼の後、貴族院議員大竹貫一が宣誓文を捧げて神聖、厳粛に式を終えた。参列者は政治家、軍人、学者等百余名に上った。
当日、大日本運動の結成を、伊勢神宮に奉告するため、河上哲太、守屋栄夫、長野綱良の三代議士は、前日西下して東京での宣誓式と同時刻に正式参拝をなし奉告の儀を畢へ更に橿原神宮に参拝し奉告を行った。
- 結成式

宣誓式を終えるや参列者一同は直に神宮外苑の日本青年館に至り、来賓を迎えて結成式を挙げた。式は司会者岡野龍一の挨拶に始まり、国歌を合唱の後、大竹貫一、過ぐる2月21日憲法発布50年記念式に賜りたる勅語を奉読し、次いで林路一より経過を報告する。議事に入りて頼母木桂吉座長につき、上田孝吉宣言綱領等を朗読、満場一致之を決定し座長より役員を指名して議事を終る。発起人を代表して宮田光雄式辞を朗読し、次いで近衛内閣総理大臣貴衆両院議長の祝辞あり、俵孫一の発声にて聖壽萬歳を奉唱して式を閉じ、其れより一同は別室に於ける午餐会に臨み、陸軍中将建川美次の発声にて大日本運動の萬歳を三唱して散会した。
（近衛内閣総理大臣の祝辞）
現下國家内外未曾有の重大時期に當たり慈に憂國眞摯の人々相携へ相誓って皇國の大義を顕揚履踐せむことを期し大日本運動を起されたことは洵に意義深き企であると存じます。惟ふに今日の時艱を正しく解決して我國体の眞姿を中外に彰かならしめるが為には朝野を問はず職分に拘らず国民悉くが各々其の誠を盡して奉公の志を效さねばなりません。本運動が主として貴衆両院有志の人々に依って提唱せらるゝと共に普く其の他各方面の人士をも網羅するに努めらるゝことは此の意味に於て洵に結構なことと申さねばなりません。私は本運動が其の企画せらるゝ本旨を強く且正しく達成せらるゝことに依って國家に対する重き寄与と貢献とを致されむことを切に希ふものであります。 昭和十三年二月二十一日 内閣総理大臣公爵 近衛文麿
（大日本運動綱領）
一 國体観念を明徴にし 皇道翼賛の實を擧くへし
一 教育勅語の聖旨を徹底し 現代教育の弊を一掃すへし
一 家族制度國家を完成し 個人主義思想を矯正すへし
一 道義的経済観念を滋養し利己的経済思想を是正すへし
一 皇道に基き國際正義を確立し世界平和の實現に貢献すへし

## 政治家として最初の村葬
1938年（昭和13年）7月3日、彼を育てた母村である当麻村の小学校庭にて、村葬を営んだ。藤本村長が葬儀委員長となり、その司会の下に行われ、その来会者は三千名、東京その他全国から集まった弔電は一千余通、祭壇は百余の花輪によって埋もれた。

## 編著
- 『今泉定助先生講演 國體の原理』 大日本運動本部（編集発行 林路一）1938年4月
- 『今泉定助先生講演 御國體の實相』 大日本運動本部（編集発行 林路一）1938年4月